# Zbór Kościoła Chrześcijan Baptystów w Policznej
Zbór Kościoła Chrześcijan Baptystów w Policznej – zbór Kościoła Chrześcijan Baptystów znajdujący się w Policznej, pod numerem 78.
Nabożeństwa odbywają się w każdą niedzielę o godzinie 10:00.